# Équipe de France masculine de handball au Championnat du monde 1995
Cet article relate le parcours de l'Équipe de France de handball masculin lors du Championnat du monde 1995 organisé en Islande du 7 au 21 mai 1995. Il s'agit de la 10e participation de la France aux Championnats du monde.
Vainqueur de l'Allemagne en demi-finale 22 à 20, la France s'impose 23 à 19 face à la Croatie en finale et remporte ainsi son premier titre mondial. Cette compétition marque le point d'orgue pour les Barjots, précédemment médaillés de bronze olympique en 1992 puis vice-champion du monde en 1993, et l'aboutissement d'un travail débuté 10 ans plus tôt par Daniel Costantini alors que la France venait d'être reléguée en championnat du monde C après un mondial B raté en terminant 11e.
Ce premier titre mondial en handball est également le premier remporté par une équipe de France dans un sport collectif.

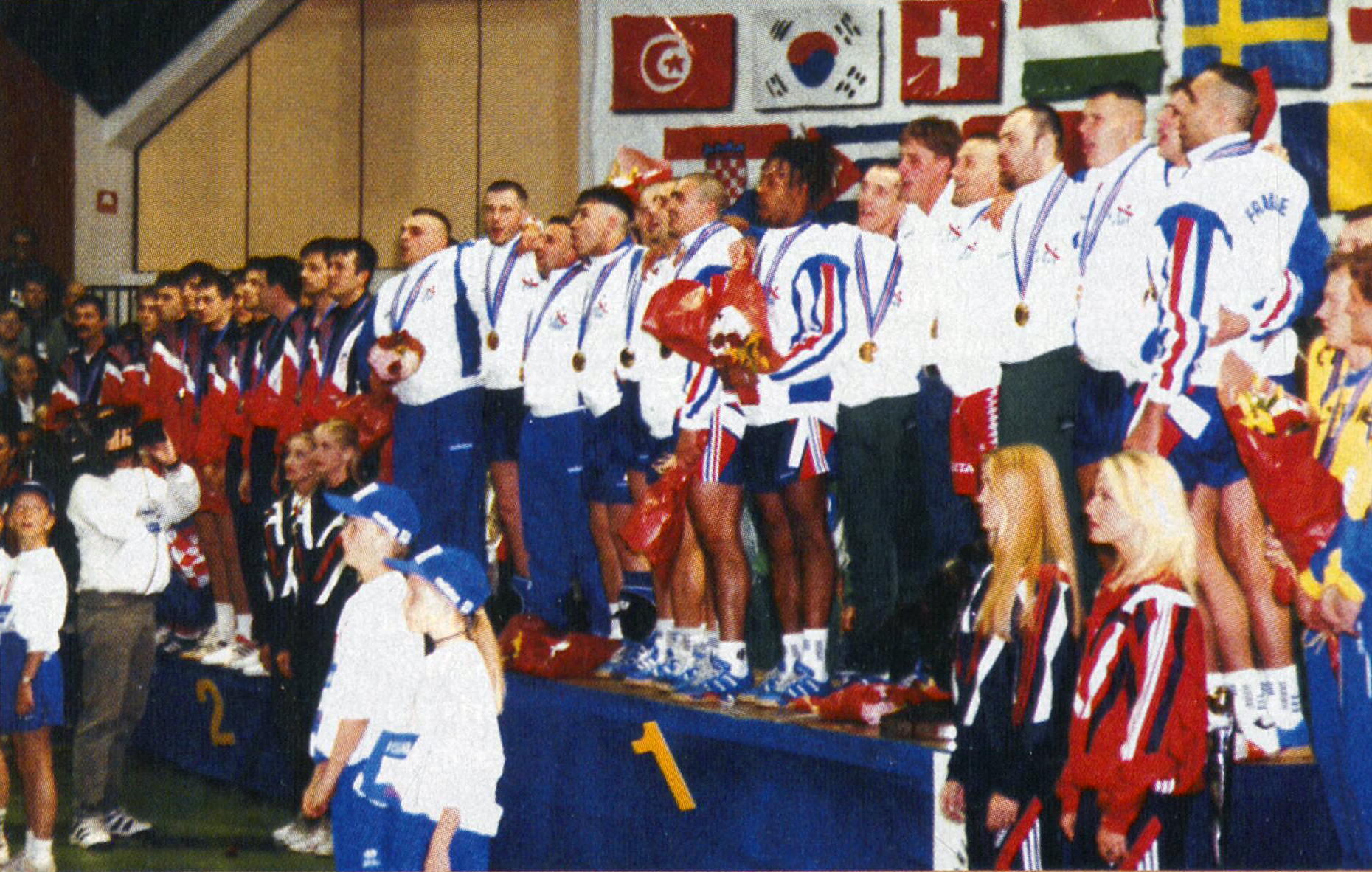
Les Français sur la plus haute marche du podium.

## Présentation

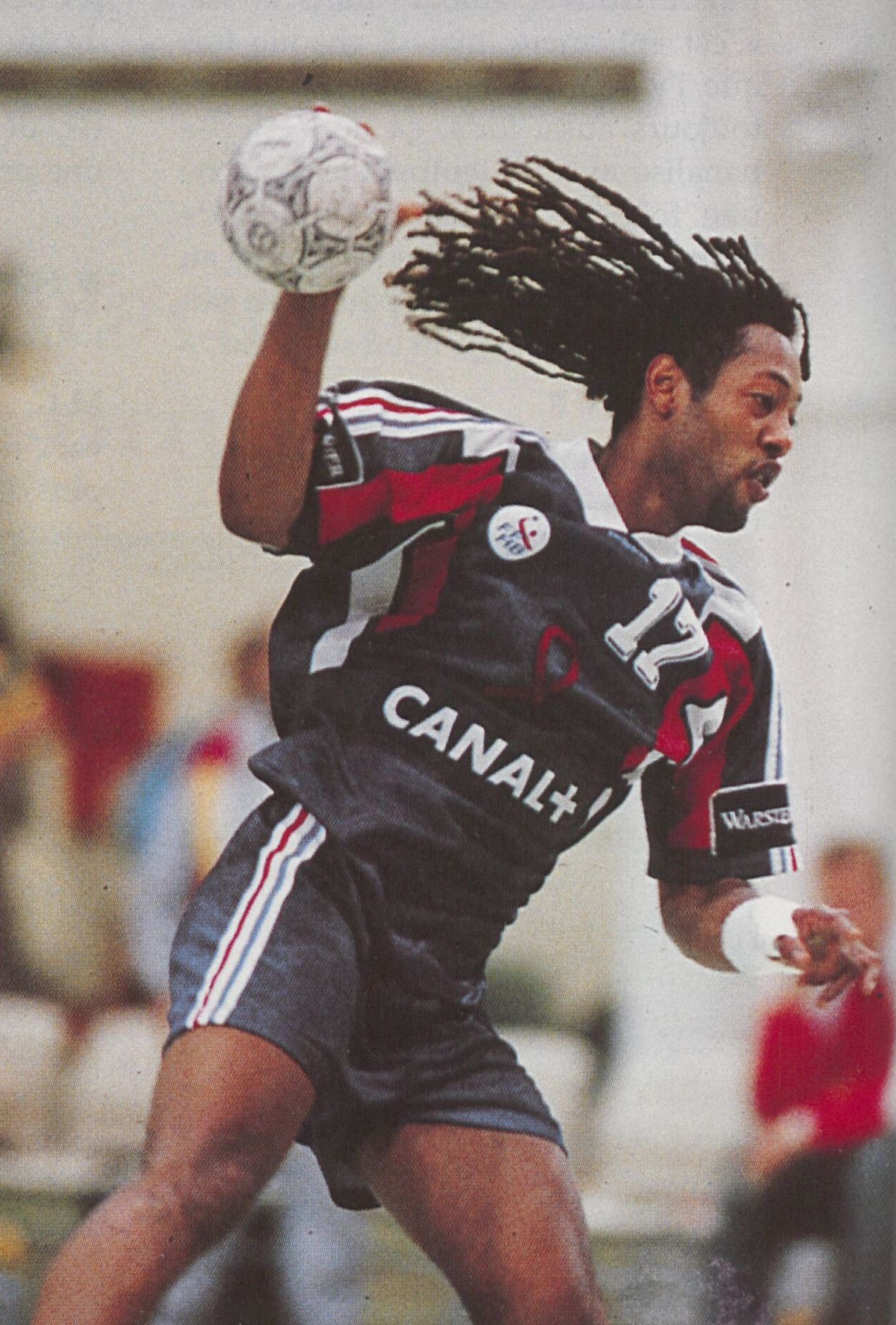
Jackson Richardson en 1995

### Qualification
L'équipe de France a obtenu sa qualification grâce à sa deuxième place au championnat du monde 1993.

### Matchs de préparation
En guise de préparation, le programme de l'équipe de France était particulièrement chargé,.
Les première étape a été le tournoi d'Islande (Reykjavik Cup), du 2 au 5 novembre 1994, avec le Danemark, l'Espagne, l'Islande, l'Italie, la Norvège, la Suisse et la Suède :
- 2 novembre, France b. Suisse 23-18 (10-12) :
  -  France : Stoecklin (4), Wiltberger (4), Cazal (3), Kervadec (3), Richardson (3), Quintin (3), Houlet (1), Monthurel (1), Perreux (1).
  -  Suisse : ?
- 3 novembre, Suède b. France 32-20 (15-10) :
  -  France : Maurelli (6), Houlet (4), Stoecklin (3), Cazal (2), Wiltberger (2), Monthurel (1), Quintin (1), Richardson (1).
  -  Suède[5] : Svensson, Stankiewicz, Hedin (3), Wislander (3), Sivertsson (1), Lindgren (2), Hajas (11), Lövgren (3), R. Andersson (1), Thorsson (4), Olsson, M. Andersson (4)
- 4 novembre, France b. Norvège 21-15 :
  -  France : Maurelli (9), Perreux (3), Richardson (3), Lepetit (2), Kervadec (1), Quintin (1), Schaaf (1), Wiltberger (1).
  -  Norvège[6] : Fosseng, Walstad ; Gjekstad (6, ), Solberg (1, ), Bjerkrheim (2, ), Kjendalen (2), Daland (1), Garstad (), Schønfeldt (0), Vildalen (2), Rasch (1), Vatne (0).
- 6 novembre, France b. Danemark 28-25 (10-12) :
  -  France : Maurelli (7), Richardson (6), Schaaf (6), Cazal (5), Kervadec (2), Lepetit (1), Quintin (1).
  -  Danemark[7] : Stadil, Nørklit ; Bjerre (0), Jacob (0), Keller, (1), Bredahl (3), Christiansen (6), Hamann-Boeriths (1), Steen (0), F. Jørgensen (3), Hjermind (5), J. Jørgensen (6).

Les Bleus terminent l'année avec une double confrontation face à la Norvège : 
- 20 décembre 1994, à Thionville, Norvège b. France : 24-19 (13-9).
  -  France : Gaudin (1re à 21e, 31e à 60e), Delattre (21e à 30e), Houlet (4, dont 3 pen.), Kervadec (4), Cazal (4), Lathoud (3), G. Anquetil (2), Maurelli (1), Wiltberger (1).
  -  Norvège : Fosseng (toute la partie), Kjendalen (6, dont 2 pen.), Bjerkrheim (4), Havang (4), Wingsternaes (4), Solberg (4), Hagen (1), Sando (1).
- 21 décembre 1994, à Chalon-sur-Saône, France b. Norvège : 26-24 (12-9).
  -  France : Delattre (première période), Gaudin (seconde période), Stoecklin (6, dont 1 pen.), Houlet (4), Kervadec (3), Maurelli (3), E. Quintin (2), G. Anquetil (2), Wiltberger (2), Maurice (2), Lathoud (1), Monthurel (1).
  -  Norvège : Fosseng (toute la partie), Havang (7), Kjendalen (4, dont 2 pen.), Erland (4, dont 1 pen.), Daland (3), Solberg (2), Hagen (2), Lauritzen (1), Vildalen (1).

Puis, la France joue le tournoi d'Espagne, du 6 au 8 janvier 1995 :
- 6 janvier, RF Yougoslavie b. France : 22-18 (10-9).
  -  France : Gaudin (toute la partie), Richardson (5, dont 1 pen.), Lathoud (4, dont 2 pen.), Houlet (3, dont 2 pen.), Gardent (2), Schaaf (1), Kervadec (1), Perreux (1), Stoecklin (1 pen.).
  -  RF Yougoslavie : Đorđić (1re à 25e), Perić (25e à 60e), Knežević (6, dont 1 pen.), Peruničić (4), Stefanovič (4, dont 1 pen.), Vojvodić (3), Škrbić (2), Butulija (2), Arsenic (1).
- 7 janvier, Espagne b. France : 22-17 (10-8).
  -  France : Martinil (1re à 43e), Gaudin (43e à 60e), Richardson (8), Maurelli (4), Gardent (2), Kervadec (1), G. Anquetil (1), Cazal (1 pen.).
  -  Espagne : Fort (toute la partie), Urdiales (5, dont 2 pen.), Etxaburu (4), Fernandez (4, dont 1 pen.), Dominguez (3), Alemany (3), Urdangarin (2), Masip (1 pen.).
- 8 janvier, France b. Slovénie : 22-21 (10-14).
  -  France : Gaudin (première période), Martini (seconde période), Houlet (5), Lathoud (4), Stoecklin (3), G. Anquetil (2), Gardent (2), Richardson (2), Perreux (2, dont 1 pen.), Schaaf (1), Kervadec (1).
  -  Slovénie : Pusnik (toute la partie), Banfro (6, dont 1 pen.), Jersic (4), Vugrinec (4), Serbec (3), Plaskan (2), Stojakovic (1), Lève (1).
- Classement final : 1.  RF Yougoslavie, 6 points ; 2.  Espagne, 4 ; 3.  France, 2 ; 4.  Slovénie, 0.

Après un stage à Paris du 27 février au 1er mars, l'équipe de Costantini rejoint l'Autriche pour deux matchs face à l'équipe nationale autrichienne : :
- 3 mars, à Lambach, France b. Autriche 28-21 (11-10).
  -  France : Gaudin (première période, 6 arrêts), Delattre (seconde période, 4 arrêts) ; Volle (8, dont 2 pen.), Schaaf (6), Richardson (3), Perreux (3, dont 1 pen.), Cordinier (3), Munier (2), Gardent (2), Maurice (1).
  -  Autriche : Humenberger (1re à 30e, 46e à 60e, 8 arrêts, dont 2 pen.), Paulsteiner (21e, 28e, 30e à 46e, 5 arrêts dont 2 pen.) ; Beilschmed (7), Cordas (5, dont 1 pen.), Szvetits (3), Gangel (2), Klierer (2 pen.), Scheve (1), Uher (1).
- 5 mars, à Vienne, France b. Autriche 23-21 (11-8) :
  -  France : Gaudin (1re à 46e, 15 arrêts), Delattre (46e à 60e, 3 arrêts) ; Volle (9), Richardson (5), Munier (3), Gardent (3), G. Anquetil (1) Cordinier (1), Schaaf (1).
  -  Autriche : Humenberger (1re à 27e, 38e, 39e à 60e, 5 arrêts, dont 1 pen.), Paulsteiner (27e à 39e, 4 arrêts) ; Cordas (6, dont 3 pen.), Szvetits (4), Polacek (3), Gangel (3), Beilschmed (2), Uher (2), Felsenstein (1).

Du 27 mars 1995 au 7 avril a lieu un stage sur l'île de Lanzarote (Canaries), suivi du 10 au 14 avril, d'un stage à Chartres conclu par deux matchs face à la Tunisie :
- 14 avril, à Orléans, France b. Tunisie : 24-15 (9-11).
  -  France : Martinil (première période), Gaudin (seconde période) ; Stoecklin (7, dont 3 pen.), Kervadec (5), Schaaf (3), G. Anquetil (3, dont 1 pen.), Gardent (3), Lathoud (1), Richardson (1), Monthurel (1), Mahé, Volle, E. Quintin, Munier. 2 exclusions : Munier (22e), Mahé (29e).
  -  Tunisie : Sanaa (première période), Yagouta (seconde période), Mestiri ; Madi (7, dont 1 pen.), Ad. Belhareth (2), Zaghouani (2), Sbouî(2), Debbabi (1), Khaled (1), Turki, Af. Belhareth, Agrebi, L. Ghoul. 5 exclusions : Madi (20e), Debbabi (26e), Agrebi (30e), Turki (43e, 49e).
  - Arbitres MM. Szajna et Wroblewski (Pologne). 2000 spectateurs.
- 15 avril, à Chartres, France b. Tunisie : 23-22 (15-11) :
  -  France : Delattre (première période), Gaudin (seconde période) ; Richardson (4), Volle (4, dont 1 pen.), Lathoud (3), G. Anquetil (3, dont 2 pen.), Schaaf (2), Perreux (2), Munier (2), Gardent (1), Kervadec (1), Cordinier (1), Mahé, E. Quintin. 4 exclusions : Kervadec (27e), Mahé (33e), Richardson (35e), Cordinier (51e).
  -  Tunisie : Yagouta (première période), Sanaa (seconde période), Mestiri ; Madi (11, dont 4 pen.), Af. Belhareth (3), Zaghouani (3), Agrebi (2), Ad. Belhareth (1), Debbabi (1), Khaled (1), Sbouî, Turki, L. Ghoul. 5 exclusions : Debbabi (22e, 37e), Turki (43e, 49e), Zaghouani (54e).
  - Arbitres : MM. Szajna et Wroblewski (Pologne). 900 spectateurs.

La France s'envole ensuite pour la Slovénie. Humiliés le premier jour, les tricolores sont parvenus à renverser la tendance le lendemain :
- 17 avril, à Celje, Slovénie b. France: 24-17 (13-8).
  -  Slovénie : Pušnik (1re à 38e), Strasek (38e à 60e) ; Šerbec (7, dont 3 pen.), Banfro (4), Pungartnik (4), Likavec (3), Levc (2), Stojakovič (1), Plaskan (1), Jeršič (1), Tomšič (1), Šafarič, Begović, Andrejič. 6 exclusions : Šerbec (19e, 43e), Tomšič (20e), Stojakovič (28e), Jeršič (35e), Levc (51e).
  -  France : Martinil (première période), Gaudin (seconde période) ; Stoecklin (4, dont 1 pen.), Perreux (3), Lathoud (2), Schaaf (2), Volle (1), Kervadec (1), Monthurel (1), E. Quintin (1), Gardent (1), Richardson (1), Mahé, Munier. 3 exclusions : Mahé (11e), Voile (47e), Perreux (52e).
  - Arbitres : MM. Thomas et Thomas (Allemagne). 1600 spectateurs.
- 18 avril, à Hrpelje, France b. Slovénie : 28-21 (14-13)
  -  France : Gaudin (première période), Martinil (seconde période) ; Volle (8), Stoecklin (4, dont 1 pen.), Perreux (3), Gardent (3), Schaaf (2), Lathoud (2), Monthurel (2), Mahé (1), E. Quintin (1), Munier (1), Richardson (1), G. Anquetil. 6 exclusions : Mahé (21e), Monthurel (22e), G. Anquetil (23e), Lathoud (32e), Munier (45e), E. Quintin (60e).
  -  Slovénie : (Valenčič 1re à 19e, 48e à 60e), Denič (19e à 48e) ; Šerbec (6, dont 1 pen.), Levc (4), Banfro (3), Pungartnik (3), Plaskan (2), Šafarič (1), Stojakovič (1), Likavec (1). 2 exclusions : Jeršič (41e), Stojakovič (51e).
  - Arbitres MM. Thomas et Thomas (Allemagne). 800 spectateurs.

Enfin, elle retourne à Paris pour un stage du 24 au 26 avril suivi du Tournoi de Paris, disputé à Bercy :
- 28 avril 1995, France b. Suisse 29-13 (14-6) 
  -  France : G. Anquetil (5), Kervadec (5), Schaaf (5), Volle (4), Richardson (3), Stoecklin (3), Lathoud (2), Gardent (1), Quintin (1).
  -  Suisse : Lima (3), Kostadinovich (2), Rohr (2), Rubin (2), R. Scharer (2), Brunner (1), Christen (1).
- 29 avril 1995, France b. Espagne 25-21 (18-6) 
  -  France : Stoecklin (8), Volle (6), Kervadec (3), Quintin (3), Richardson (3), Lathoud (1), Schaaf (1).
  -  Espagne : Bolea (8), Alemany (3), Dujshebaev (3), Garralda (3), Fernandez (2), Garcia (1), Masip (1)
- 30 avril 1995, Suède b. France 23-20 (13-8) 
  -  Suède : Hajas (6), Wislander (5), S. Olsson (4), M. Andersson (3), Thorsson (3), Carlén (1), Sivertsson (1).
  -  France : Lathoud (4), Richardson (4), Volle (4), G. Anquetil (2), Gardent (2), Stoecklin (2), Munier (1), Schaaf (1).
- Classement final[12] : 1 -  Suède, 2 -  France, 3 -  Espagne et 4 -  Suisse.

Après un ultime stage à Paris du 3 au 5 mai, l'équipe de France rejoint l'Islande le 6 mai 1995. Le bilan de cette longue phase de préparation est de 12 victoires pour 6 défaites, 411 buts marqués et 384 buts encaissés.

### Effectif
Parmi les absents, l'arrière droit de l'US Ivry Philippe Schaaf a dû déclarer forfait après s'être blessé lors du dernier match de préparation, Costantini ayant choisi Patrick Cazal pour le remplacer.
Par rapport au championnat du monde 1993, n'ont pas été sélectionnés les gardiens de buts Frédéric Perez et Jean-Luc Thiébaut, le demi-centre Patrick Lepetit et l'ailier droit Philippe Julia. Quant à Laurent Munier, il fait son retour après avoir été écarté par Daniel Costantini après le championnat d'Europe 1994 pour son « inadmissible comportement envers les arbitres ». Denis Lathoud sort lui d'une saison blanche au PSG sur blessure.
Enfin, plusieurs joueurs testés lors des matchs de préparation n'ont finalement pas participé à la compétition : Stéphane Cordinier, François-Xavier Houlet, Olivier Maurelli, Franck Maurice, Marc Wiltberger...

## Phase préliminaire

### Classement final
Tous les matchs sont disputés dans la Digranes de Kópavogur :
|   | Équipe    | Pts | J | G | N | P | Bp  | Bc  | Diff | Dép |
| - | --------- | --- | - | - | - | - | --- | --- | ---- | --- |
| 1 | Allemagne | 10  | 5 | 5 | 0 | 0 | 128 | 93  | 35   | -   |
| 2 | Roumanie  | 6   | 5 | 3 | 0 | 2 | 121 | 121 | 0    | +1  |
| 3 | France    | 6   | 5 | 3 | 0 | 2 | 122 | 108 | 14   | -1  |
| 4 | Algérie   | 4   | 5 | 2 | 0 | 3 | 103 | 113 | -10  | +1  |
| 5 | Danemark  | 4   | 5 | 2 | 0 | 3 | 126 | 117 | 9    | -1  |
| 6 | Japon     | 0   | 5 | 0 | 0 | 5 | 101 | 149 | -48  | -   |

| Date et lieu       | France | Score   | Adversaire |
| ------------------ | ------ | ------- | ---------- |
| 08 mai 1995, 15h00 | France | 33 – 20 | Japon      |
| 10 mai 1995, 15h00 | France | 23 – 21 | Algérie    |
| 11 mai 1995, 20h00 | France | 22 – 23 | Roumanie   |
| 13 mai 1995, 16h00 | France | 22 – 21 | Danemark   |
| 14 mai 1995, 17h00 | France | 22 – 23 | Allemagne  |

### Victoire face au Japon
| 8 mai 1995 15h00 | France | 33-20                 | Japon | Digranes, Kópavogur Affluence : 150 ou 350 Arbitrage : Bo Johansson, Bernt Kjellqvist Évolution du score : 4-0, 5-2, 14-3, 16-4, 17-6 (mi-temps), 20-7, 21-11, 26-13, 29-18, 33-20 |
| 8 mai 1995 15h00 | Frédéric Volle 7 Stéphane Stoecklin 7 (5) Guéric Kervadec 5 Thierry Perreux 5 Laurent Munier 3 Jackson Richardson 2 Éric Quintin 2 Denis Lathoud 1 Philippe Gardent 1 Arrêts : Christian Gaudin 11 Yohann Delattre 10 | (17-6)                | Masahiro Sueoka 6 Tsuyoshi Nakayama 3 Masahiko Tanaka 3 Eiji Tomimoto 2 Hirsohi Watanabe 2 Masanori Iwamoto 2 Akihiro Norimoto 1 Soichiro Sato 1 Arrêts : Yukihiro Hashimoto 13 Xoichi Hayashi 3 (1) | Digranes, Kópavogur Affluence : 150 ou 350 Arbitrage : Bo Johansson, Bernt Kjellqvist Évolution du score : 4-0, 5-2, 14-3, 16-4, 17-6 (mi-temps), 20-7, 21-11, 26-13, 29-18, 33-20 |
| 8 mai 1995 15h00 | ×1 | EHF Morgunblaðið FFHB | ×5 | Digranes, Kópavogur Affluence : 150 ou 350 Arbitrage : Bo Johansson, Bernt Kjellqvist Évolution du score : 4-0, 5-2, 14-3, 16-4, 17-6 (mi-temps), 20-7, 21-11, 26-13, 29-18, 33-20 |

### Victoire face à l'Algérie
| 10 mai 1995 15h00 | Algérie | 21-23                 | France | Digranes, Kópavogur Affluence : 100 ou 300 Arbitrage : Stefán Arnaldsson, Rögnvald Erlingsson Évolution du score : 0-2, 2-2, 3-6, 5-10, 7-11, 9-12 (mi-temps), 11-16, 17-19, 20-19, 20-22, 21-22, 21-23. |
| 10 mai 1995 15h00 | Redouane Aouachria 6 Abdelghani Loukil 5 (1) Salim Nedjel 4 (1) Abdeldjalil Bouanani 2 Sofiane Abbas 2 Redouane Saïdi 1 Nabil Rouabhi 1 Arrêts : Sofiane Elimam 2 (1), Karim El-Maouhab 4. | (9-12)                | Guéric Kervadec 7 Stéphane Stoecklin 6 (1) Frédéric Volle 5 (1) Denis Lathoud 1 Jackson Richardson 1 Grégory Anquetil 1 Éric Quintin 1 Laurent Munier 1 Arrêts : Christian Gaudin 9 | Digranes, Kópavogur Affluence : 100 ou 300 Arbitrage : Stefán Arnaldsson, Rögnvald Erlingsson Évolution du score : 0-2, 2-2, 3-6, 5-10, 7-11, 9-12 (mi-temps), 11-16, 17-19, 20-19, 20-22, 21-22, 21-23. |
| 10 mai 1995 15h00 | ×7 | EHF Morgunblaðið FFHB | ×4 | Digranes, Kópavogur Affluence : 100 ou 300 Arbitrage : Stefán Arnaldsson, Rögnvald Erlingsson Évolution du score : 0-2, 2-2, 3-6, 5-10, 7-11, 9-12 (mi-temps), 11-16, 17-19, 20-19, 20-22, 21-22, 21-23. |

### Défaite face à la Roumanie
| 11 mai 1995 20h00 | France | 22 - 23               | Roumanie | Digranes, Kópavogur Affluence : 700 ou 1200 Arbitrage : Peter F.J. Brussel, Anton Van Dongen Évolution du score : 1-2, 5-3, 6-6, 10-7, 11-10, 11-13 (mi-temps), 13-14, 14-16, 18-18, 19-19, 19-23, 22-23 |
| 11 mai 1995 20h00 | Frédéric Volle 6 (2) Stéphane Stoecklin 4 (4) Jackson Richardson 4 Denis Lathoud 3 Thierry Perreux 2 Éric Quintin 1 Guéric Kervadec 1 Pascal Mahé 1 Arrêts : Yohann Delattre 4 Christian Gaudin 3 | (11-13)               | Cristian Zaharia 6 (1) Adrian Ghimes 4 Ion Mocanu 4 Robert Licu 3 Dumitru Berbece 2 Daniel Silviu Coman 2 Ciprian Beșta 1 Rudi Prisăcaru 1 Arrêts : Sorin Toacsen 13 Daniel Apostu 2 (2) | Digranes, Kópavogur Affluence : 700 ou 1200 Arbitrage : Peter F.J. Brussel, Anton Van Dongen Évolution du score : 1-2, 5-3, 6-6, 10-7, 11-10, 11-13 (mi-temps), 13-14, 14-16, 18-18, 19-19, 19-23, 22-23 |
| 11 mai 1995 20h00 | ×4 | EHF Morgunblaðið FFHB | ×10 | Digranes, Kópavogur Affluence : 700 ou 1200 Arbitrage : Peter F.J. Brussel, Anton Van Dongen Évolution du score : 1-2, 5-3, 6-6, 10-7, 11-10, 11-13 (mi-temps), 13-14, 14-16, 18-18, 19-19, 19-23, 22-23 |

### Victoire face au Danemark
| 13 mai 1995 16h00 | Danemark | 21 - 22                            | France | Digranes, Kópavogur Affluence : 300 Arbitrage : Stefan Arnaldsson, Rögnvald Erlingsson Évolution du score : 1-0, 4-2, 6-4, 6-9, 9-11 (mi-temps), 13-14, 18-17, 20-19, 21-22 |
| 13 mai 1995 16h00 | Claus Jacob Jensen 7 Nikolaj Bredahl Jacobsen 5 Jan Jørgensen 4 Ian Marko Fog 2 Lars Christiansen 1 Rene Boeriths 1 Christian Hjermind 1 Morten Bjerre 0 Hans Peter Munk-Andersen 0 Frank Jørgensen 0 Arrêts : Peter Larsen Norklit 11 Chirstian Stadil Hansen 3 | (9-11)                             | Grégory Anquetil 8 (3) Frédéric Volle 3 Guéric Kervadec 3 Denis Lathoud 2 Laurent Munier 2 Stéphane Stoecklin 2 Gaël Monthurel 1 Éric Quintin 1 Pascal Mahé[source insuffisante] 0 Jackson Richardson[source insuffisante] 0 Arrêts : Bruno Martini 10 (1) Yohann Delattre 4 | Digranes, Kópavogur Affluence : 300 Arbitrage : Stefan Arnaldsson, Rögnvald Erlingsson Évolution du score : 1-0, 4-2, 6-4, 6-9, 9-11 (mi-temps), 13-14, 18-17, 20-19, 21-22 |
| 13 mai 1995 16h00 | ×3 | EHF Morgunblaðið haandbold.dk FFHB | ×5 | Digranes, Kópavogur Affluence : 300 Arbitrage : Stefan Arnaldsson, Rögnvald Erlingsson Évolution du score : 1-0, 4-2, 6-4, 6-9, 9-11 (mi-temps), 13-14, 18-17, 20-19, 21-22 |

### Défaite face à l'Allemagne
| 14 mai 1995 17h00 | France | 22-23                 | Allemagne | Digranes, Kópavogur Affluence : 850 ou 550 Arbitrage : Bjørn Erik Børresen, Ole Strand Évolution du score : 0-1, 3-2, 4-5, 9-6, 11-11 (mi-temps), 12-13, 14-17, 17-18, 18-21, 22-23. |
| 14 mai 1995 17h00 | Stéphane Stoecklin 7 Guéric Kervadec 5 Denis Lathoud 4 Frédéric Volle 3 Grégory Anquetil 2 (1) Gaël Monthurel 1 Arrêts : Yohann Delattre 9 (1), Bruno Martini 4 | (11-11)               | Holger Winselmann 9 Wolfgang Schwenke 7 Jörg Kunze 4 Christian Schwarzer 2 Stefan Kretzschmar 1 Arrêts : Andreas Thiel 7, Jan Holpert 5 (1) | Digranes, Kópavogur Affluence : 850 ou 550 Arbitrage : Bjørn Erik Børresen, Ole Strand Évolution du score : 0-1, 3-2, 4-5, 9-6, 11-11 (mi-temps), 12-13, 14-17, 17-18, 18-21, 22-23. |
| 14 mai 1995 17h00 | ×3 | EHF Morgunblaðið FFHB | ×2 | Digranes, Kópavogur Affluence : 850 ou 550 Arbitrage : Bjørn Erik Børresen, Ole Strand Évolution du score : 0-1, 3-2, 4-5, 9-6, 11-11 (mi-temps), 12-13, 14-17, 17-18, 18-21, 22-23. |

## Phase finale

### La réunion d'Akureyri
Le premier tour, marqué par des défaites contre la Roumanie (22-23) et l’Allemagne (22-23), a usé prématurément le groupe marqué par les tensions et les engueulades, une certaine scission s'opérant entre les Marseillais (joueurs ou anciens joueurs de l'OM Vitrolles) et les Parisiens (joueurs du PSG-Asnières ou de l'US Créteil). Plusieurs fois, la rupture est proche et les Français se croient trop beaux.
Après avoir rejoint Akureyri pour disputer leur huitième de finale face à l'Espagne, sérieux candidat au podium final, Denis Lathoud provoque à l'issue du déjeuner une réunion de crise entre joueur, sans Costantini. C'est entre hommes et les yeux dans les yeux que les Tricolores lavent leur linge sale, chacun y allant de ses suggestions ou de ses critiques. Ils parlent également d'entraide, de cohésion, d'humilité mais aussi d'ambition. « II fallait un électro-choc. Si le groupe n'avait pas été fort mentalement et psychologiquement, cette réunion aurait pu tout faire péter. II s'est, heureusement, montré fort... »
On ne saura jamais très exactement ce qui s'est dit, ce mardi 16 mai 1995, dans un coin perdu du Nord de l'Islande. Toujours est-il que Lathoud provoque alors une réunion de crise devenue célèbre, qui fait prendre conscience à tous que le titre est à leur portée.
Avec un Richardson retrouvé qui deviendra le meilleur joueur du tournoi, un Lathoud leader en dehors et sur le terrain et des Gaudin, Perreux et Gardent écartés par Costantini, c'est une nouvelle équipe qui débute cette phase à élimination directe.

### 1/8 de finale: Victoire face à l'Espagne
Quelques heures plus tard, c'est une équipe de France métamorphosée qui fait son entrée dans l'Íþróttahöllin d'Akureyri. Un groupe méconnaissable parce qu'enfin soudé. Douze joueurs qui ne font plus qu'un durant la Marseillaise (« ce bras-dessus, bras-dessous s'est fait naturellement, rien n'était prévu ») avant de manger tout crus des Espagnols jusqu'alors invaincus et bien décidés à prendre leur revanche sur des français qui les avaient humiliés sur leur sol, aux Jeux de Barcelone, en 1992. L'illustration de changement d'état d'esprit dans le camp français est la réaction de l'équipe lorsque Jackson Richardson tombe sur le banc espagnol et quelqu'un lui met un coup de pied : en quatre secondes, toute l'équipe arrive, Munier descend des tribunes et un début de bagarre générale se produit. Tous les Espagnols reculent derrière leur banc tandis que les Français montrent leur cohésion et leur abnégation,.
Finalement, les Français s'imposent facilement après avoir mené tout le match . Les deux meilleurs buteurs sont les novices Guéric Kervadec (6 buts) Grégory Anquetil (5 buts) qui ont parfaitement pris le relai des « anciens » Philippe Gardent et Thierry Perreux, relégués en tribunes par Costantini.
| 16 mai 1995 17h00 | France | 23 – 20               | Espagne | Íþróttahöllin, Akureyri Affluence : 440 Arbitrage : Elbrønd, Løvqvist Évolution du score : 1:0, 1:1, 3:1, 4:4, 5:4, 5:6, 8:6, 11:7, 11:9, 12:9 (mi-temps), 13:9, 13:12, 16:12, 18:14, 18:16, 22:17, 23:18, 23:20 |
| 16 mai 1995 17h00 | Guéric Kervadec 6 Grégory Anquetil 5 (1) Denis Lathoud 4 Frédéric Volle 3, Stéphane Stoecklin 3 Éric Quintin 1, Jackson Richardson 1, Pascal Mahé Patrick Cazal Gaël Monthurel Arrêts : Bruno Martini 12 (1) Yohann Delattre | (12-9)                | Talant Dujshebaev 6 Mateo Garralda 4, Fernando Bolea 4 Enric Masip 2 (2) Alberto Urdiales 2 Ricardo M. Marin 1 Aitor Etxaburu 1 Ignacio Ordoñez Mañas Jesús Olalla Luis García López Arrêts : Jaume Fort Mauri 14 David Barrufet | Íþróttahöllin, Akureyri Affluence : 440 Arbitrage : Elbrønd, Løvqvist Évolution du score : 1:0, 1:1, 3:1, 4:4, 5:4, 5:6, 8:6, 11:7, 11:9, 12:9 (mi-temps), 13:9, 13:12, 16:12, 18:14, 18:16, 22:17, 23:18, 23:20 |
| 16 mai 1995 17h00 | ×2 | Officiel Morgunblaðið | ×2 ×1 | Íþróttahöllin, Akureyri Affluence : 440 Arbitrage : Elbrønd, Løvqvist Évolution du score : 1:0, 1:1, 3:1, 4:4, 5:4, 5:6, 8:6, 11:7, 11:9, 12:9 (mi-temps), 13:9, 13:12, 16:12, 18:14, 18:16, 22:17, 23:18, 23:20 |

### 1/4 de finale: Victoire face à la Suisse
| 17 mai 1995 15h00 | Suisse | 18 – 28               | France | Laugardalshöll, Reykjavik Affluence : 650 ou 950 Arbitrage : Øie, Høgsnes Évolution du score : 0:2, 2:2, 4:4, 4:10, 5:14, 7:15 (mi-temps), 7:17, 11:18, 11:24, 16:26, 18:28 |
| 17 mai 1995 15h00 | Roman Brunner 7 Daniel Spengler 7 (1) Martin Rubin 2 Stefan Schärer 1 Carlos Lima 1 Arrêts : Rolf Dobler 3, Christian Meisterhans 3 | (7-15)                | Guéric Kervadec 8 Stéphane Stoecklin 5 Grégory Anquetil 5 (3) Frédéric Volle 3 Jackson Richardson 3 Laurent Munier 2 Denis Lathoud 1 Gaël Monthurel 1 Arrêts : Yohann Delattre 17 (2) | Laugardalshöll, Reykjavik Affluence : 650 ou 950 Arbitrage : Øie, Høgsnes Évolution du score : 0:2, 2:2, 4:4, 4:10, 5:14, 7:15 (mi-temps), 7:17, 11:18, 11:24, 16:26, 18:28 |
| 17 mai 1995 15h00 | ×2 | EHF Morgunblaðið FFHB | ×3 | Laugardalshöll, Reykjavik Affluence : 650 ou 950 Arbitrage : Øie, Høgsnes Évolution du score : 0:2, 2:2, 4:4, 4:10, 5:14, 7:15 (mi-temps), 7:17, 11:18, 11:24, 16:26, 18:28 |

### Demi-finale: Victoire face à l'Allemagne
| 19 mai 1995 18h00 | Allemagne | 20 – 22               | France | Laugardalshöll, Reykjavik Affluence : 1 240 Arbitrage : Elbrønd, Løvqvist Évolution du score : 0:2, 3:3, 6:6, 6:9, 8:9, 8:11 (mi-temps), 10:12, 10:14, 11:16, 12:16, 13:18, 16:18, 16:20, 18:20, 19:21, 19:22, 20:22 |
| 19 mai 1995 18h00 | Volker Zerbe 5 Holger Winselmann 4 Christian Schwarzer 4 Stefan Kretzschmar 3 Jan Fegter 3 Wolfgang Schwenke 1 Arrêts : 14 (principalement par Andreas Thiel) | (8-11)                | Stéphane Stoecklin 5 (2) Guéric Kervadec 4 Grégory Anquetil 4 Frédéric Volle 3 Jackson Richardson 2 Laurent Munier 2 Gaël Monthurel 1 Éric Quintin 1 Arrêts : 17 (3) (principalement par Bruno Martini) | Laugardalshöll, Reykjavik Affluence : 1 240 Arbitrage : Elbrønd, Løvqvist Évolution du score : 0:2, 3:3, 6:6, 6:9, 8:9, 8:11 (mi-temps), 10:12, 10:14, 11:16, 12:16, 13:18, 16:18, 16:20, 18:20, 19:21, 19:22, 20:22 |
| 19 mai 1995 18h00 | ×3 | EHF Morgunblaðið FFHB | ×4 | Laugardalshöll, Reykjavik Affluence : 1 240 Arbitrage : Elbrønd, Løvqvist Évolution du score : 0:2, 3:3, 6:6, 6:9, 8:9, 8:11 (mi-temps), 10:12, 10:14, 11:16, 12:16, 13:18, 16:18, 16:20, 18:20, 19:21, 19:22, 20:22 |

### Finale: Victoire face à la Croatie
C'est dans ambiance respectueuse, calme, chaleureuse et sans pression que débute cette finale. Même les Français ont enlevé leurs costumes de Barjots : « Une heure et c'est le titre les gars », entend-on alors.
En début de rencontre, la défense autour de Pascal Mahé prend l'ascendant sur les géniaux techniciens nommés Puc, Ćavar, Perkovac, Saračević et Bilić. Mahé, créateur d'un style défensif, est héroïque : il dirige de la voix une défense parfaitement solidaire, quasiment imbattable, et il contre régulièrement les tirs portés en attaque placée. Il intervient partout en soutien pour couper les courses, y compris à l'aile. Enfin Jackson Richardson perturbe l'attaque croate : leur première balle d'attaque termine dans les tribunes et quelques autres sont interceptées par le Réunionnais. En attaque, Quintin et Anquetil jouent sur les ailes, Kervadec en pivot et Volle, Richardson et Stoecklin en arrière. L'entrée après 10 minutes de Lathoud, à la place de Richardson, ralentit une attaque devenue moins efficace mais quelles que soient les options de jeu, Stéphane Stoecklin marque, terminant avec un très beau 6/7 en 30 minutes. Rapidement, les Français prennent 5 buts d'avance (8-3) et conservent cette avance grâce à Delattre qui sort deux parades consécutives dans les 5 dernières minutes, ce qui permet à la France de conclure la mi-temps sur le score de 11 à 6. En face, les Croates marquent principalement en situation de contre-attaque.
Pour cette deuxième mi-temps, Munier joue l'attaque et la défense tandis que Stoecklin est décalé à l'aile, Volle, Lathoud, Kervadec et Quintin complétant le tableau. Le début de la mi-temps semble sourire aux Croates qui réduisent le score (11-8, 13-10). La tension est palpable mais les Bleus reprennent leur course en avant, maintenant l'écart entre +4 et +6 (16-10, 16-12, 18-14, 20-14, 22-16, 22-18). Monthurel, qui n'avait pas joué une seule seconde de la rencontre, entre à 10 minutes de la fin et réalise un 3/3 au tir qui scelle la victoire française 23 à 19 sur un dernier but en pleine lucarne de Lathoud qui lui permet d'improviser une danse.
Sur le banc, tout le monde jubile avant de tomber dans les bras l'un de l'autre au coup de sifflet final Gaudin, Perreux, Cazal et le capitaine Gardent déboulent de leur tribune : c'est le premier titre mondial de l'histoire du sport collectif français.
| 21 mai 1995 15h00 | France               | 23 – 19           | Croatie        | Laugardalshöll, Reykjavik Affluence : 4 900 Arbitrage : Øie, Høgsnes |
| 21 mai 1995 15h00 | Stéphane Stoecklin 8 | (11 - 6)          | Bilić, Ćavar 5 | Laugardalshöll, Reykjavik Affluence : 4 900 Arbitrage : Øie, Høgsnes |
| 21 mai 1995 15h00 | ×5                   | Morgunblaðið FFHB | ×2             | Laugardalshöll, Reykjavik Affluence : 4 900 Arbitrage : Øie, Høgsnes |

| France                         |    |                    |          |
| GB                             | 12 | Bruno Martini      | 4 arrêts |
| GB                             | 16 | Yohann Delattre    | 8 arrêts |
| DEF                            | 3  | Pascal Mahé        | 0        |
| DC                             | 5  | Frédéric Volle     | 1        |
| ARG                            | 6  | Denis Lathoud      | 2        |
| P                              | 7  | Guéric Kervadec    | 3        |
| P                              | 9  | Gaël Monthurel     | 3        |
| ALD                            | 10 | Grégory Anquetil   | 3 (2p.)  |
| ALG                            | 11 | Éric Quintin       | 0        |
| ARG                            | 15 | Laurent Munier     | 1        |
| DC                             | 17 | Jackson Richardson | 2        |
| ARD                            | 18 | Stéphane Stoecklin | 8 (2p.)  |
| Entraîneur : Daniel Costantini |    |                    |          |

| France | Statistiques   | Croatie |
| ------ | -------------- | ------- |
| 23/?   | Buts marqués   | 19/?    |
| ?      | % réussite     | ? %     |
| 12     | Arrêts         | 22      |
| ? %    | % d'arrêts     | ?       |
| 4      | Jets de 7 m    | 0       |
| ?      | Cartons jaunes | ?       |
| 5      | Suspensions    | 2       |
| 0      | Cartons rouges | 0       |

| Croatie                    |    |                      |           |
| GB                         | 12 | Vlado Šola           | 0 arrêt   |
| GB                         | 16 | Valter Matošević     | 22 arrêts |
| ARG                        | 3  | Goran Perkovac       | 0         |
| ALD                        | 4  | Irfan Smajlagić      | 4         |
| P                          | 5  | Božidar Jović        | 1         |
| P                          | 6  | Alvaro Načinović     | 1         |
| ALG                        | 7  | Tomislav Farkaš (de) | 1         |
| ARG                        | 8  | Zvonimir Bilić (en)  | 5         |
| ARG                        | 10 | Iztok Puc            | 0         |
| ALG                        | 13 | Patrik Ćavar         | 5         |
| DC                         | 15 | Slavko Goluža        | 1         |
| ARD                        | 17 | Zlatko Saračević     | 1         |
| Entraîneur : Zdravko Zovko |    |                      |           |

L'évolution du score était : 2-0, 2-1, 5-1, 5-3, 8-3, 11-6 (mi-temps), 11-8, 13-10, 16-10, 16-12, 18-14, 20-14, 22-16, 22-18, 23-19.

## Statistiques et récompenses

### Équipe-type
Un seul joueur de l'équipe de France est élu dans l'équipe-type de la compétition : Jackson Richardson, 
élu meilleur joueur et meilleur demi-centre

### Statistiques des joueurs
Seul Stéphane Stoecklin apparait parmi les 10 meilleurs buteurs, à la 7e place avec 48 buts.
| Joueur             | Poule | Poule | Poule | Poule | Poule | Phase finale | Phase finale | Phase finale | Phase finale | Total |
| ------------------ | ----- | ----- | ----- | ----- | ----- | ------------ | ------------ | ------------ | ------------ | ----- |
| Joueur             |       |       |       |       |       |              |              |              |              | Total |
| Stéphane Stoecklin | 7     | 6     | 4     | 2     | 7     | 3            | 5            | 5            | 8            | 47    |
| Guéric Kervadec    | 5     | 7     | 1     | 3     | 5     | 6            | 8            | 4            | 3            | 42    |
| Frédéric Volle     | 7     | 5     | 6     | 3     | 3     | 3            | 3            | 3            | 1            | 34    |
| Grégory Anquetil   | NR    | 1     | NR    | 8     | 2     | 5            | 5            | 4            | 3            | 28    |
| Denis Lathoud      | 1     | 1     | 3     | 2     | 4     | 4            | 1            | 0            | 2            | 18    |
| Jackson Richardson | 2     | 1     | 4     |       |       | 1            | 3            | 2            | 2            | 15    |
| Laurent Munier     | 3     | 1     |       | 2     |       | NR           | 2            | 2            | 1            | 11    |
| Éric Quintin       | 2     | 1     | 1     | 1     | 0     | 1            | 0            | 1            | 0            | 7     |
| Thierry Perreux    | 5     | NR    | 2     | NR    | NR    | NR           | NR           | NR           | NR           | 7     |
| Gaël Monthurel     | NR    |       |       | 1     | 1     | 0            | 1            | 1            | 3            | 7     |
| Pascal Mahé        | 0     | 0     | 1     | 0     | 0     | 0            | 0            | 0            | 0            | 1     |
| Philippe Gardent   | 1     |       |       | NR    | NR    | NR           | NR           | NR           | NR           | 1     |
| Patrick Cazal      | NR    |       |       |       |       | 0            |              | NR           | NR           | 0     |
| Total              | 33    | 23    | 22    | 22    | 22    | 23           | 28           | 22           | 23           | 218   |

NR : non retenu pour le match (seulement 12 joueurs sur la feuille de match, généralement 10 joueurs de champ et 2 gardiens de buts)

### Statistiques des gardiens de buts
| Joueur           | Poule | Poule | Poule | Poule | Poule | Phase finale | Phase finale | Phase finale | Phase finale | Total |
| ---------------- | ----- | ----- | ----- | ----- | ----- | ------------ | ------------ | ------------ | ------------ | ----- |
| Joueur           |       |       |       |       |       |              |              |              |              | Total |
| Yohann Delattre  | 10    | 0     | 4     | 4     | 9     | 0            | 17           | 0            | 8            | 52    |
| Bruno Martini    | NR    | NR    | NR    | 10    | 4     | 12           | 0            | 17           | 4            | 47    |
| Christian Gaudin | 11    | 9     | 3     | NR    | NR    | NR           | NR           | NR           | NR           | 23    |
| Total            | 21    | 9     | 7     | 14    | 13    | 12           | 17           | 17           | 12           | 122   |

NR : non retenu pour le match (seulement 12 joueurs sur la feuille de match, généralement 10 joueurs de champ et 2 gardiens de buts)

## Distinctions
En novembre 2015, elle figure au sein de la promotion 2015 des gloires du sport.